# 拟尖头鲌
拟尖头鲌（学名：Culter oxycephaloides）为輻鰭魚綱鯉形目鯝科鲌属的鱼类，是中国的特有物种。分布于长江流域的四川、湖北、湖南等省的江河及湖泊中等，多见于流水或静水水体的中上层，體長可達36公分，屬肉食性，以小型無脊椎動物及小魚為食，生活習性不明。该物种的模式产地在洞庭湖。